# Nothopsyche pallipes
Nothopsyche pallipes är en nattsländeart som beskrevs av Banks 1906. Nothopsyche pallipes ingår i släktet Nothopsyche och familjen husmasknattsländor. Inga underarter finns listade i Catalogue of Life.